# شهرام فرج‌زاده
شهرام (عباس) فرج‌زاده طارانی، معروف به شهرام فرج‌زاده (زادهٔ ۱ شهریور ۱۳۵۳ – درگذشتهٔ ۶ دی ۱۳۸۸) یکی از جان‌باختگان اعتراضات به نتیجه انتخابات دهم ریاست‌جمهوری ایران بود.

## زندگی‌نامه
شهرام (عباس) فرج‌زاده طارانی، ۱ شهریور سال ۱۳۵۳ متولد شد. او متأهل و دارای یک فرزند دختر ۵ ساله به‌نام «آوا» بود. وی ساکن کرج و مالک یک شرکت مواد غذایی بود.

## کشته شدن
شهرام فرج‌زاده، ظهر روز عاشورا در تاریخ ۶ دی ۱۳۸۸، در جریان اعتراضات مردمی به نتایج انتخابات ریاست جمهوری به‌وسیلهٔ خودروی نیروی انتظامی در میدان ولی‌عصر تهران زیر گرفته شد و جان‌باخت. خودرو نیروهای گارد ویژه، سه بار از روی بدن وی رد شد. پیکر او روز ۱۲ دی ۱۳۸۸ در در قطعهٔ ۳۰۴ بهشت زهرای تهران به خاک سپرده شد.

## بازداشت خواهر
حوریه فرج‌زاده، خواهر شهرام فرج‌زاده، یکی از امضا کنندگان بیانیهٔ ۱۴ زن کنشگر درون ایران است که از بیانیه ۱۴ فعال سیاسی برای کناره‌گیری خامنه‌ای از حکومت و نیز گذار از نظام جمهوری اسلامی ایران، پشتیبانی کرد و به همین دلیل، در تاریخ ۲۰ مرداد ۱۳۹۸ در مشهد، بازداشت شد.
او در مهر ۱۳۹۸ با قرار وثیقه آزاد شد؛ ولی دوباره در تاریخ ۵ دی ۱۳۹۸، در حالی که برای برگزاری مراسم چهلم «پویا بختیاری» به بهشت سکینه کرج رفته بود، توسط نیروهای امنیتی، بازداشت شد.

## حواشی
- فیلم صحنهٔ دلخراش کشته شدن شهرام فرج‌زاده که به وسیله دوربین‌های تلفن همراه ضبط شده بود، به سرعت در فضای مجازی منتشر شد.[۴][۳۴][۳۵][۳۶][۳۷]
- «شبنم سهرابی» و «شاهرخ رحمانی» نیز هم‌زمان با شهرام فرج‌زاده توسط خودروی نیروی انتظامی کشته شدند.[۳۸][۳۹][۱۰]
- یکی از شاهدان جان‌باختن شهرام فرج‌زاده، لیلا توسلی فرزند محمد توسلی یکی از فعالین سرشناس نهضت آزادی ایران بود که در فیلم منتشر شده در یوتیوب نیز چهره‌اش مشخص آشکار بود. او که به عنوان شاهد در مورد جزئیات حادثه سخن گفته بود، تحت تعقیب دستگاه قضایی ایران قرار گرفت.[۱]
- مراسم چهلم شهرام فرج‌زاده در مونستر آلمان برگزار شد.[۴۰]
- طبق گفتهٔ حوریه فرج‌زاده، خواهر شهرام فرج‌زاده، نهادهای امنیتی ایران بارها از خانوادهٔ وی تعهد گرفته‌اند که در دیدارهای خانواده‌های کشته‌شدگان و زندانیان سیاسی شرکت نکرده و با رسانه‌ها گفتگو نکنند. خانواده را بارها به اوین برده و از آن‌ها بازجویی‌های طولانی مدت انجام داده‌اند.[۴۱]
- در سال ۱۳۹۲ اسماعیل احمدی مقدم فرماندهٔ وقت نیروی انتظامی ایران، که پیش از این ادعا کرده بود هیچ تصویری در خصوص زیر گرفتن مردم توسط خودرو پلیس وجود ندارد،[۳۴] اعلام نمود که سرباز نیروی انتظامی با دنده عقب از روی یکی از شهروندان رد شده و ناجا از خانواده او دلجویی کرده‌است.[۴۲]
- دی سال ۱۳۹۴ کبری کاشنده مادر شهرام فرج‌زاده درگذشت.[۳۵][۴۳]